# UFC sur ESPN : Lewis contre Teixeira
UFC sur ESPN : Lewis contre Teixeira (également connu sous le nom d' UFC sur ESPN 70 ) est un événement d'arts martiaux mixtes produit par l'Ultimate Fighting Championship qui a eu lieu le 12 juillet 2025 à la Bridgestone Arena de Nashville, Tennessee, États-Unis. 

## Contexte
L'événement était la septième visite de la promotion à Nashville et la première depuis l'UFC sur ESPN : Sandhagen contre Font en août 2023. 
Un combat de poids lourds entre l'ancien challenger du championnat des poids lourds de l'UFC Derrick Lewis et le prospect invaincu Tallison Teixeira a été la tête d'affiche de l'événement. 
Junior Tafa a affronté Tuco Tokkos dans un combat de poids mi-lourd lors de cet événement. Ils devaient initialement participer à l'UFC sur ESPN : Sandhagen contre Figueiredo en mai, mais Tafa et Tokkos tous deux avaient été contraints de se retirer en raison de blessures,,.   
Un combat de poids moyen entre Ateba Abega Gautier et Robert Valentin était prévu pour cet événement. Cependant, le combat a été déplacé à l'UFC 318 : Holloway contre Poirier 3 une semaine plus tard pour des raisons inconnues.

## Carte de combat
| Carte principale (ESPN / ESPN+) | Carte principale (ESPN / ESPN+) | Carte principale (ESPN / ESPN+) | Carte principale (ESPN / ESPN+) | Carte principale (ESPN / ESPN+)          | Carte principale (ESPN / ESPN+) | Carte principale (ESPN / ESPN+) | Carte principale (ESPN / ESPN+) |
| Catégorie                       |                                 |                                 |                                 | Méthode                                  | Round                           | Chrono.                         | Notes                           |
| ------------------------------- | ------------------------------- | ------------------------------- | ------------------------------- | ---------------------------------------- | ------------------------------- | ------------------------------- | ------------------------------- |
| Poids Lourds                    | Derrick Lewis                   | déf.                            | Tallison Teixeira               | TKO (coups de poing)                     | 1                               | 0:35                            |                                 |
| Poids Welter                    | Gabriel Bonfim                  | déf.                            | Stephen Thompson                | Décision (divisée) (28–29, 29–28, 29–28) | 3                               | 5:00                            |                                 |
| Poids Plumes                    | Steve Garcia                    | déf.                            | Calvin Kattar                   | Décision (unanime) (30–27, 30–27, 30–27) | 3                               | 5:00                            |                                 |
| Poids Plumes                    | Morgan Charrière                | déf.                            | Nate Landwehr                   | KO (coups de poings)                     | 3                               | 0:27                            |                                 |
| Poids Lourds                    | Vitor Petrino                   | déf.                            | Austen Lane                     | Soumission (étranglement rear-naked)     | 1                               | 4:16                            |                                 |
| Poids Lourds-légers             | Tuco Tokkos                     | déf.                            | Junior Tafa                     | Soumission (étranglement bras-triangle)  | 2                               | 4:25                            |                                 |
| Carte préliminaire (ESPN/ESPN+) |                                 |                                 |                                 |                                          |                                 |                                 |                                 |
| Poids Welter                    | Chris Curtis                    | déf.                            | Max Griffin                     | Décision (divisée) (28–29, 29–28, 29–28) | 3                               | 5:00                            |                                 |
| Poids Welter                    | Jake Matthews                   | déf.                            | Chidi Njokuani                  | Soumission (étranglement rear-naked)     | 1                               | 1:09                            |                                 |
| Poids Mouches Femmes            | Eduarda Moura                   | déf.                            | Lauren Murphy                   | Décision (unanime) (29–28, 29–28, 29–28) | 3                               | 5:00                            |                                 |
| Poids Lourds                    | Valter Walker                   | déf.                            | Kennedy Nzechukwu               | Soumission (heel hook)                   | 1                               | 0:54                            |                                 |
| Poids Légers                    | Mike Davis                      | déf.                            | Mitch Ramirez                   | TKO (coups de poing)                     | 2                               | 4:08                            |                                 |
| Poids Pailles Femme             | Fatima Kline                    | déf.                            | Melissa Martinez                | TKO (coup à la tête et coups de poing)   | 3                               | 2:36                            |                                 |

## Récompenses bonus
Les combattants ci-dessous ont reçu chacun un bonus de 50 000 $:
- Combat de la soirée : Morgan Charrière contre Nate Landwehr
- Performance de la soirée : Valter Walker et Fatima Kline